# Майстер спорту Росії міжнародного класу
Майстер спорту Росії міжнародного класу (рос. Мастер спорта России международного класса, МСМК або Гросмейстер Росії для шахів, шашок та го) — найвище спортивне звання в Російській Федерації. Рівень цих звань однаковий, в різних видах спорту використовуються різні звання, у відповідності зі сформованою для конкретного виду традицією.  
Спортивне звання «Майстер спорту Росії міжнародного класу» (МСМК) присвоюється з 17 років згідно з вимогами і умовами, при наявності звання «Майстер спорту Росії».

## Порядок присвоєння
Спортивне звання МСМК присвоюється федеральним органом виконавчої влади в галузі фізичної культури і спорту за поданням:
- органом виконавчої влади суб'єкта Російської Федерації в галузі фізичної культури і спорту; документи проходять узгодження з відповідною загальноросійської федерацією (союзом, асоціацією), акредитованої федеральним органом виконавчої влади в галузі фізичної культури і спорту;
- спеціально уповноваженими структурними підрозділами федеральних органів виконавчої влади — для відомчих видів спорту.

Для присвоєння спортивного звання МСМК норми і вимоги виконуються за обов'язкової участі спортсмена в офіційних змаганнях міжнародного рівня, на яких він виступав за збірну команду Росії, а також в разі встановлення або повторення рекорду Європи або світу.
Якщо для присвоєння МСМК у вигляді програми передбачені тільки розрядні норми та російські спортсмени виграли в ньому медаль останніх Олімпійських (Паралімпійських, Сурдлімпійських) ігор, то у цих випадках звання МСМК може бути присвоєно за результат, показаний на чемпіонаті або розіграші Кубка Росії.